# Yeni Mil
Yeni Mil è un comune dell'Azerbaigian situato nel distretto di Beyləqan. Conta una popolazione di 2.023 abitanti.